# NGC 2834
NGC 2834 este o galaxie eliptică situată în constelația Linxul. A fost descoperită în 13 martie 1850 de către William Parsons, 3rd Earl of Rosse⁠(d).